# Katsura Hideki
Hideki Katsura (sinh ngày 6 tháng 3 năm 1970) là một cầu thủ bóng đá người Nhật Bản.

## Sự nghiệp câu lạc bộ
Hideki Katsura đã từng chơi cho Yokohama Flügels và Kawasaki Frontale.

## Thống kê câu lạc bộ

### J.League
| Đội               | Năm       | J.League | J.League | J.League Cup | J.League Cup | Tổng cộng | Tổng cộng |
| Đội               | Năm       | Trận     | Bàn      | Trận         | Bàn          | Trận      | Bàn       |
| ----------------- | --------- | -------- | -------- | ------------ | ------------ | --------- | --------- |
| Yokohama Flügels  | 1992      | -        | -        | 0            | 0            | 0         | 0         |
| Yokohama Flügels  | 1993      | 27       | 0        | 6            | 0            | 33        | 0         |
| Yokohama Flügels  | 1994      | 23       | 2        | 1            | 0            | 24        | 2         |
| Yokohama Flügels  | 1995      | 8        | 0        | -            | -            | 8         | 0         |
| Yokohama Flügels  | 1996      | 1        | 0        | 0            | 0            | 1         | 0         |
| Kawasaki Frontale | 1999      | 27       | 3        | 0            | 0            | 27        | 3         |
| Kawasaki Frontale | 2000      | 0        | 0        | 0            | 0            | 0         | 0         |
| Kawasaki Frontale | 2001      | 1        | 0        | 2            | 0            | 3         | 0         |
| Tổng cộng         | Tổng cộng | 87       | 5        | 9            | 0            | 96        | 5         |